# Toribio Teodoro
Toribio Teodoro (Caloocan, 27 april 1887 - Frankfurt, 30 augustus 1965) was een Filipijns zakenman. Hij werd wel de schoenenkoning van de Filipijnen genoemd en was in de jaren 30 een van de "grote vier" van de Filipijnse zakenwereld.

## Biografie
Toribio Teodoro werd geboren op 27 april 1887 in Matang Tubig (het huidige Grace Park) in Caloocan, provincie Rizal (nu in National Capital Region). Zijn ouders waren van eenvoudige komaf en hij zag zich gedwongen vroegtijdig school te verlaten om te gaan werken in een sigaarfabriek om zo het familie inkomen aan te vullen. In november 1910 begon hij samen met een vriend, Juan Katindig, een schoenen- en slipperswinkel aan Calle Cervantes (nu Rizal Avenue). De twee waren succesvol en ze verdienden behoorlijk aan de onderneming. In 1921 stopte hun samenwerking, toen Katindig een eigen bedrijf begon. Teodoro startte daarop zijn eigen schoenenfabriek genaam "Ang Tibay Footwear Factory". Zijn schoenenonderneming groeide uit tot een succes en Teodoro werd wel de schoenenkoning van de Filipijnen genoemd. In de jaren 30 was hij samen met Vicente Madrigal, Leopoldo Aguinaldo en Gonzalo Puyat de "Big Four" in de Filipijnse zakenwereld. 
Hoewel Teodoro zijn lager school nooit afmaakte kreeg hij in 1958 van het National Teachers College een eredoctoraat in de bedrijfskunde voor hetgeen hij bereikte in de zakenwereld. In 1961 kreeg hij tevens een Legioen van Eer.
Teodoro trouwde op 16-jarige leeftijd met Florentina Alcantara. Na haar overlijden hertrouwde hij met Martia de Teodoro met wie hij zes kinderen kreeg. Hij overleed op 78-jarige leeftijd tijdens een wereldreis in de Duitse stad Frankfurt. 